# Cal Sabater (Tavertet)
Cal Sabater és una casa de Tavertet (Osona) inclosa a l'Inventari del Patrimoni Arquitectònic de Catalunya.

## Descripció
Casa molt estreta entre dues cases més importants. Consta de planta baixa i un pis, amb la teulada a doble vessant i el carener paral·lel a la façana. A la planta baixa s'obre la porta principal allindada i una petita finestra a l'esquerra; al primer pis, a sobre de la porta, hi ha una finestra. Totes les obertures, excepte la petita de la planta baixa, tenen la llinda i els brancals de carreus de pedra. El parament és de pedra irregular unida amb morter.